# La Motte-Fouquet
La Motte-Fouquet település Franciaországban, Orne megyében. Lakosainak száma 159 fő (2022. január 1.). La Motte-Fouquet Lignières-Orgères, La Chaux, Joué-du-Bois, Magny-le-Désert és Saint-Patrice-du-Désert községekkel határos.

## Népesség
A település népességének változása:
| Lakosok száma | 156  | 156  | 161  | 161  | 162  | 162  | 163  | 161  | 159  |
|               | 2013 | 2015 | 2016 | 2017 | 2018 | 2019 | 2020 | 2021 | 2022 |